# Orehovec (gmina Šmarje pri Jelšah)
Orehovec – wieś w Słowenii, w gminie Šmarje pri Jelšah. W 2018 roku liczyła 54 mieszkańców.